# Chahār Bolāgh
Chahār Bolāgh (persiska: چهار بلاغ) är en ort i Iran.   Den ligger i provinsen Hamadan, i den nordvästra delen av landet, 250 km väster om huvudstaden Teheran. Chahār Bolāgh ligger 2 143 meter över havet och antalet invånare är 821.
Terrängen runt Chahār Bolāgh är huvudsakligen kuperad, men västerut är den platt. Runt Chahār Bolāgh är det ganska glesbefolkat, med 47 invånare per kvadratkilometer. Närmaste större samhälle är Ārpā Darreh, 18,6 km nordost om Chahār Bolāgh. Trakten runt Chahār Bolāgh består i huvudsak av gräsmarker.